# Монреальський ботанічний сад
Монреальський ботанічний сад (фр. Jardin botanique de Montréal) — ботанічний сад в місті Монреалі (провінція Квебек, Канада), один з найвідоміших ботанічних садів у світі.

## Історія
Монреальський ботанічний сад заснований в 1931 році, в розпал Великої депресії, мером Монреаля Камійеном Удом з ініціативи ботаніка Жозефа Марі-Вікторена. Проект розбивки саду розроблений Генрі Теушером, а адміністративна будівля в стилі арт-деко спроектована архітектором Люсьеном Керуаком. У 1936 році ботанічний сад був відкритий для відвідувань. У 2007 році сад включений в список канадських історичних місць (Canada's Historic Places).

## Опис ботанічного саду

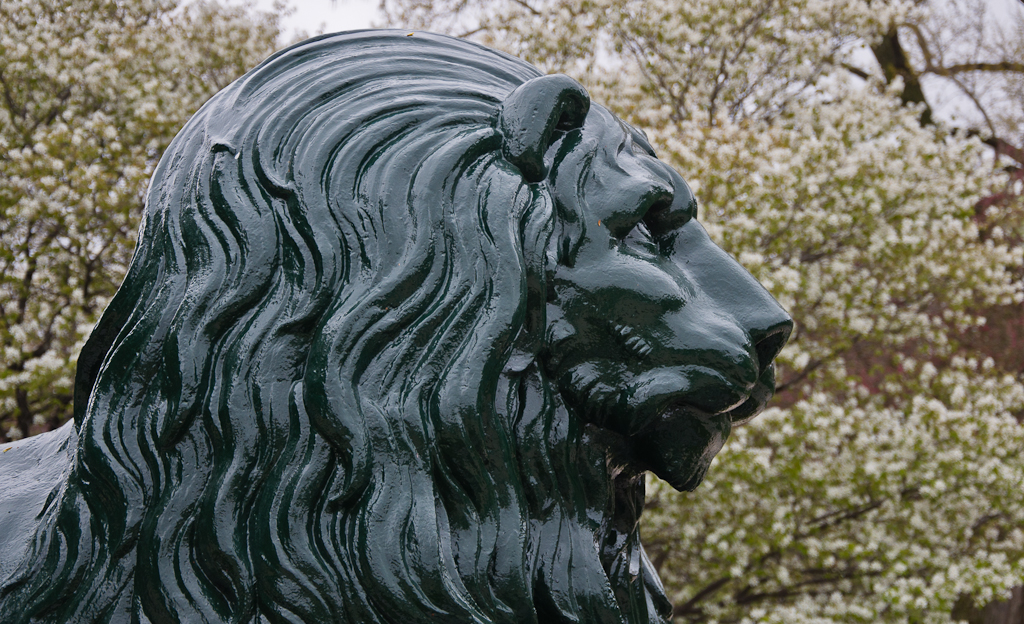
Бронзовий лев біля входу в розарій, подарунок міста Ліона до 350-річчя Монреаля

Площа ботанічного саду складає 75 га, на його території розмістилися: тепличний комплекс, дендрарій, сад Перших Націй, японський сад, китайський сад, альпійський сад, сад троянд, сад рододендронів та азалій Леслі Ханкока, англійський сад, сад водних рослин, сад лікарських рослин, сад отруйних садових рослин. Всього на території ботанічного саду знаходиться 30 тематичних садів і 10 виставкових оранжерей, в яких росте 21000 таксонів рослин (видів, сортів) .
Китайський сад створений за традиційною для китайського саду схемою. По саду прокладені звивисті доріжки, насипані штучні гори, висаджені рослини характерні для Китаю. У будинку, також побудованому в китайському стилі, розміщена колекція бонсай, подарована саду. Китайський сад Монреальського ботанічного саду — найбільший китайський сад у світі за межами Китаю.
Сад Перших Націй засаджений типовими канадськими рослинами: кленами, березами і соснами. На території саду встановлені індіанські тотеми та експонати, що демонструють традиційні індіанські художні роботи та методи будівництва.
У розарії ботанічного висаджено близько 10 тисяч троянд, у тому числі старовинні сорти, створені селекціонерами до 1867 року. В саду бузку висаджено близько 3 тисяч кущів. У колекції орхідей більше 3 тисяч квітів самих різних видів і гібридів. У гербарії ботанічного саду представлено 99 % всіх рослин Квебеку.
У ботанічному саду постійно живуть деякі представники канадської фауни, в першу чергу це білки і качки, а також черепахи і чаплі.

## Галерея фотографій Монреальського ботанічного саду

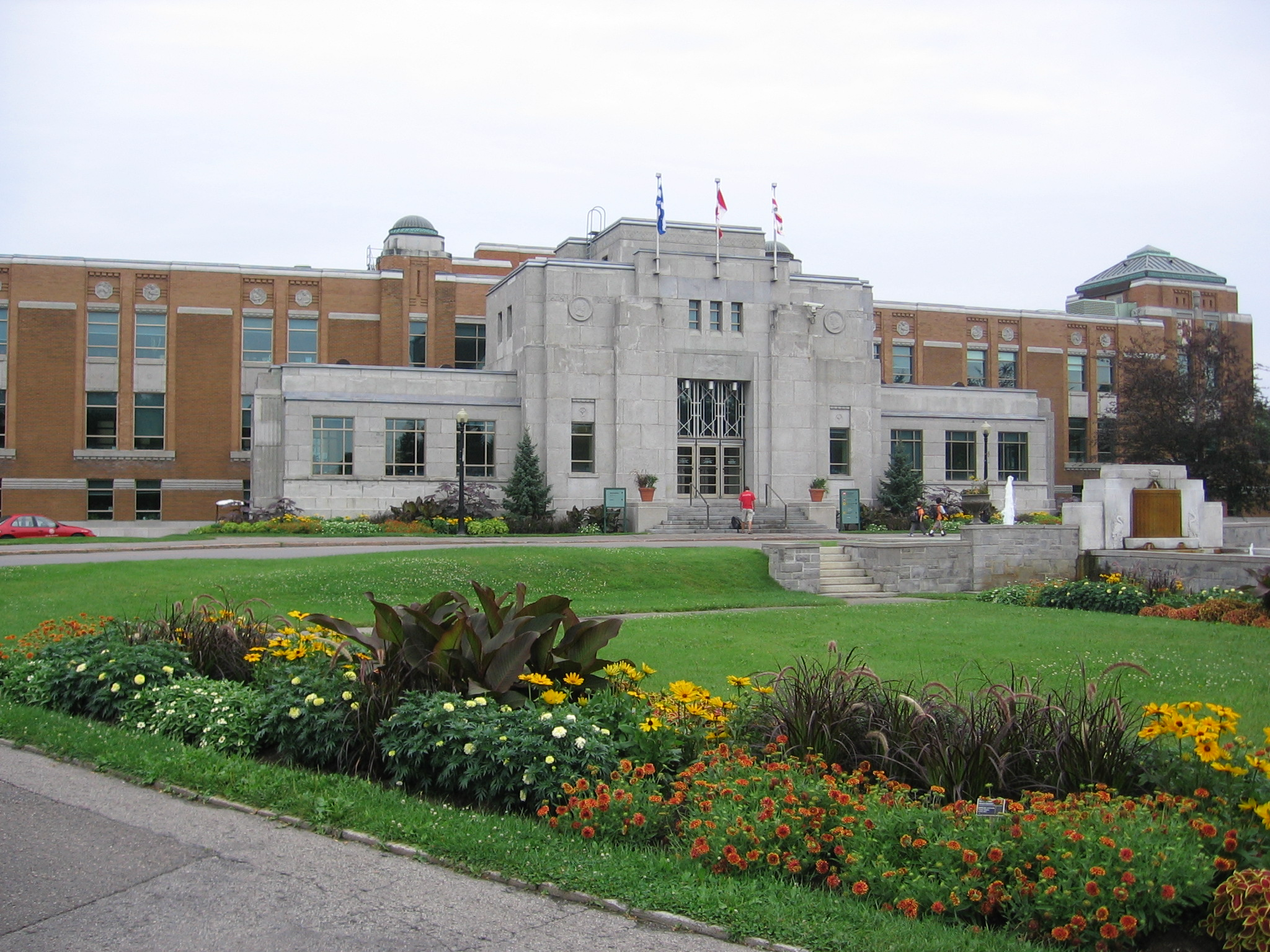
Головна оранжерея
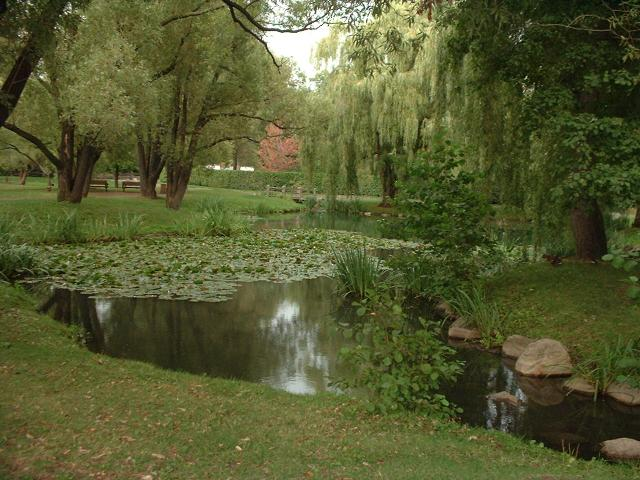
У ботанічному саду
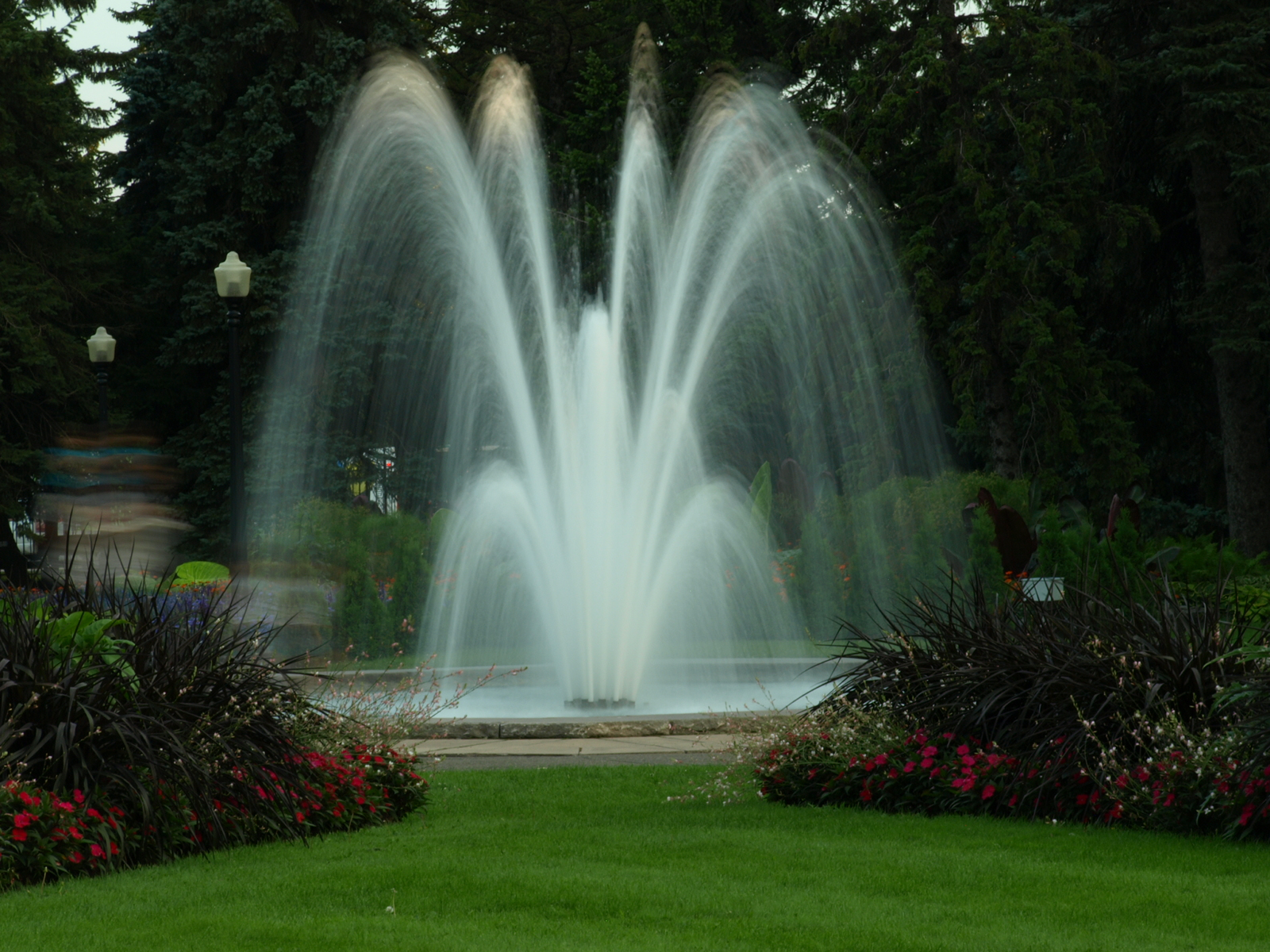
Фонтан в ботанічному саду
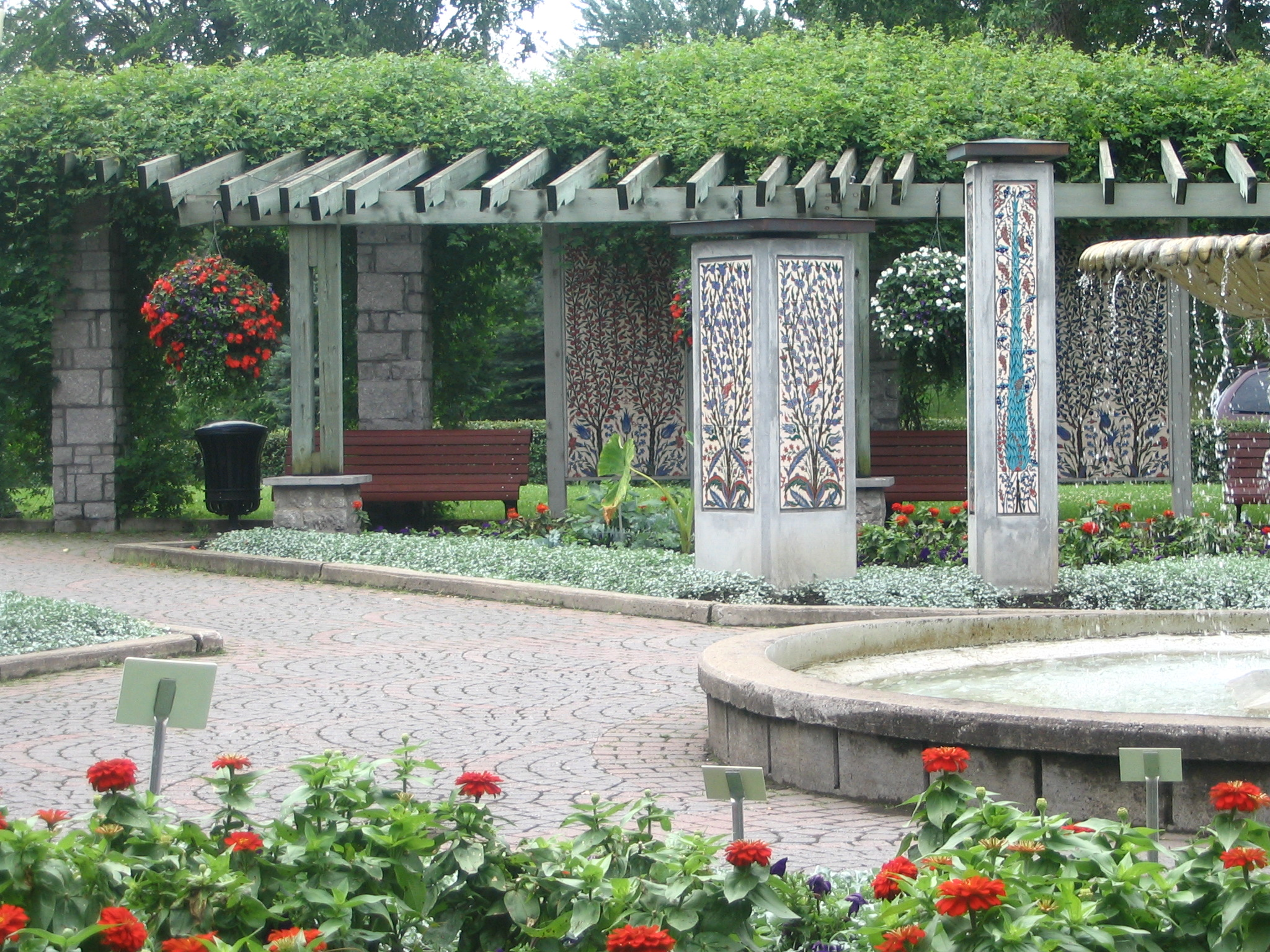
Сад миру
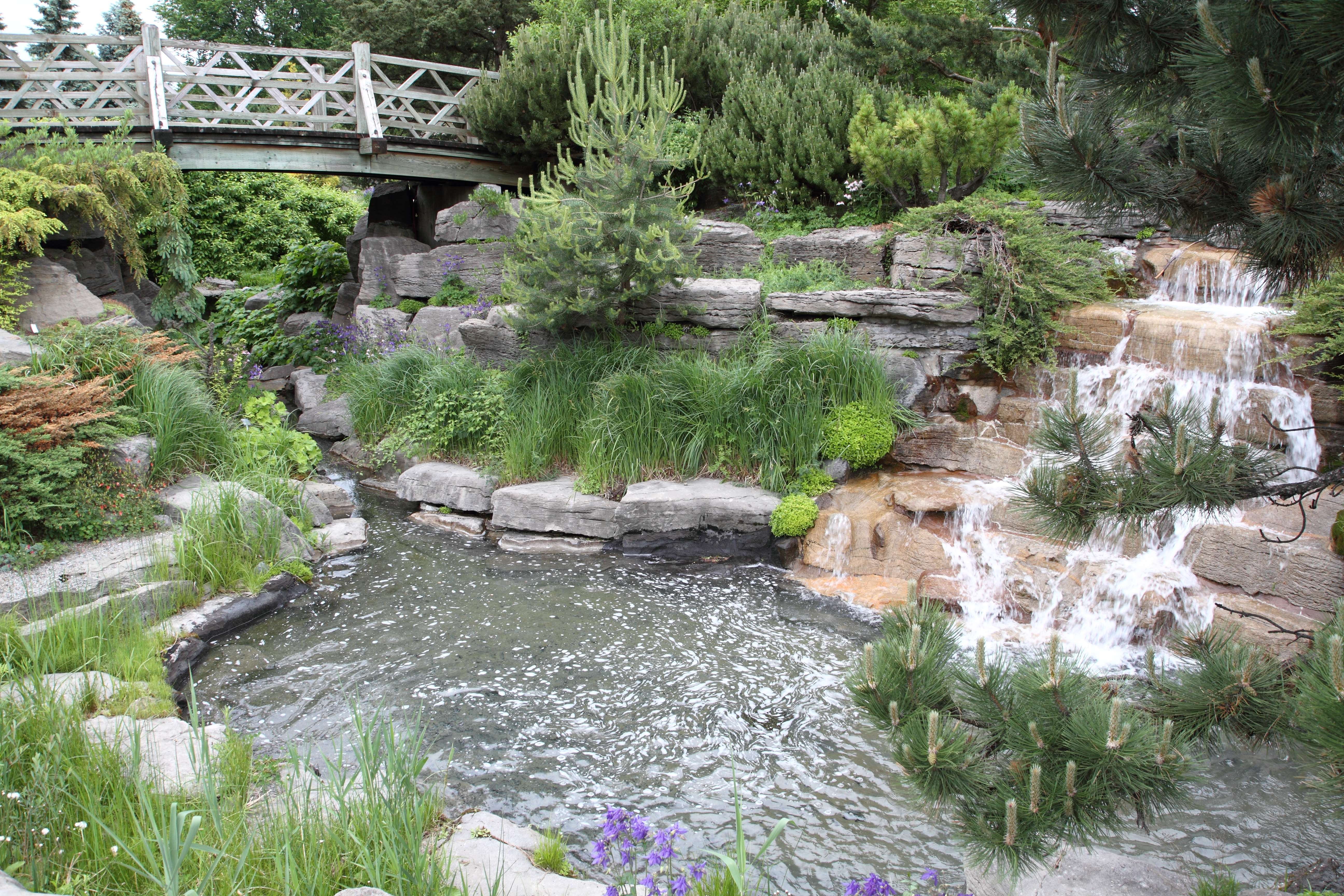
Альпійський сад
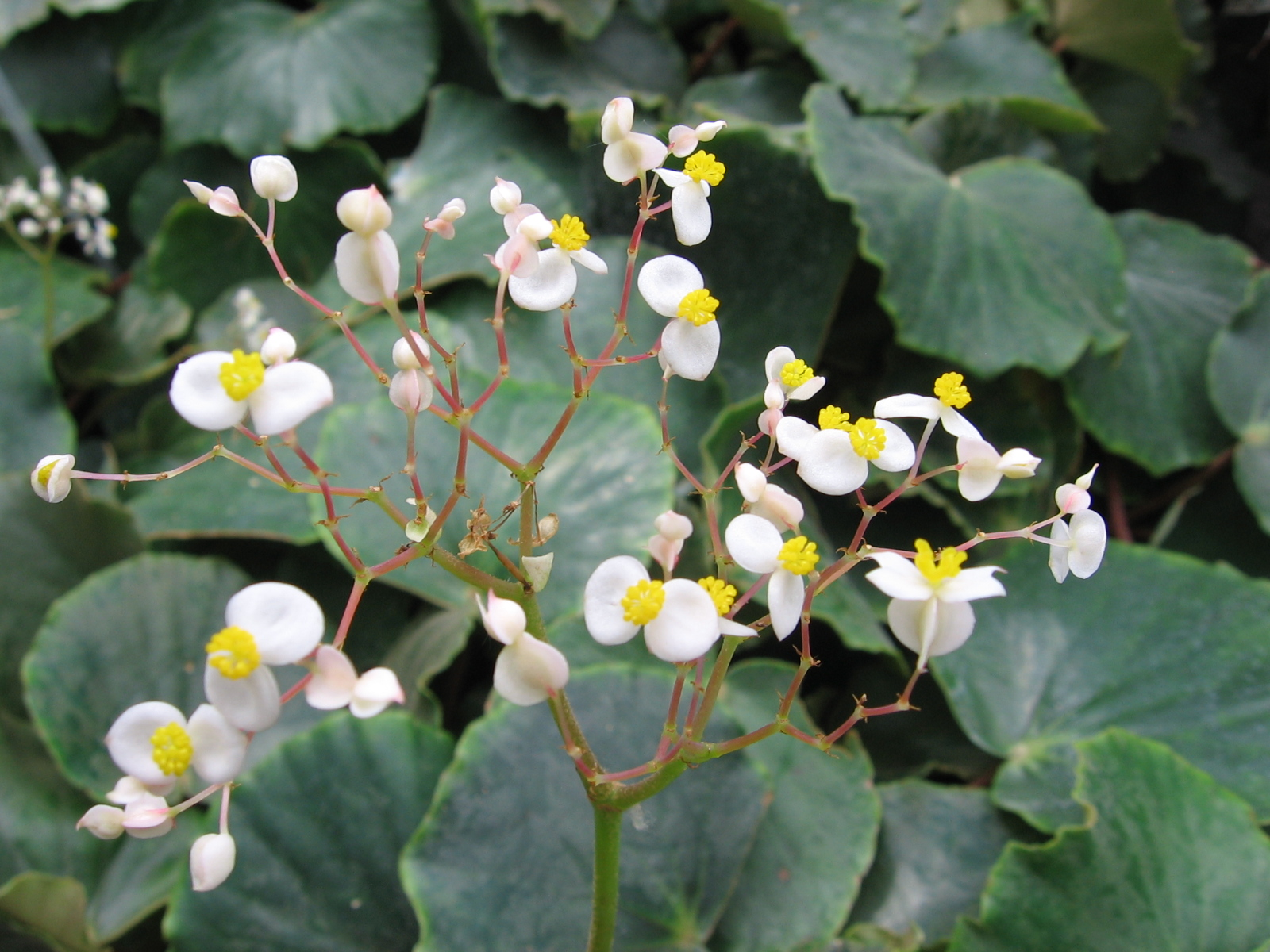
Бегонія (Begonia floccifera)
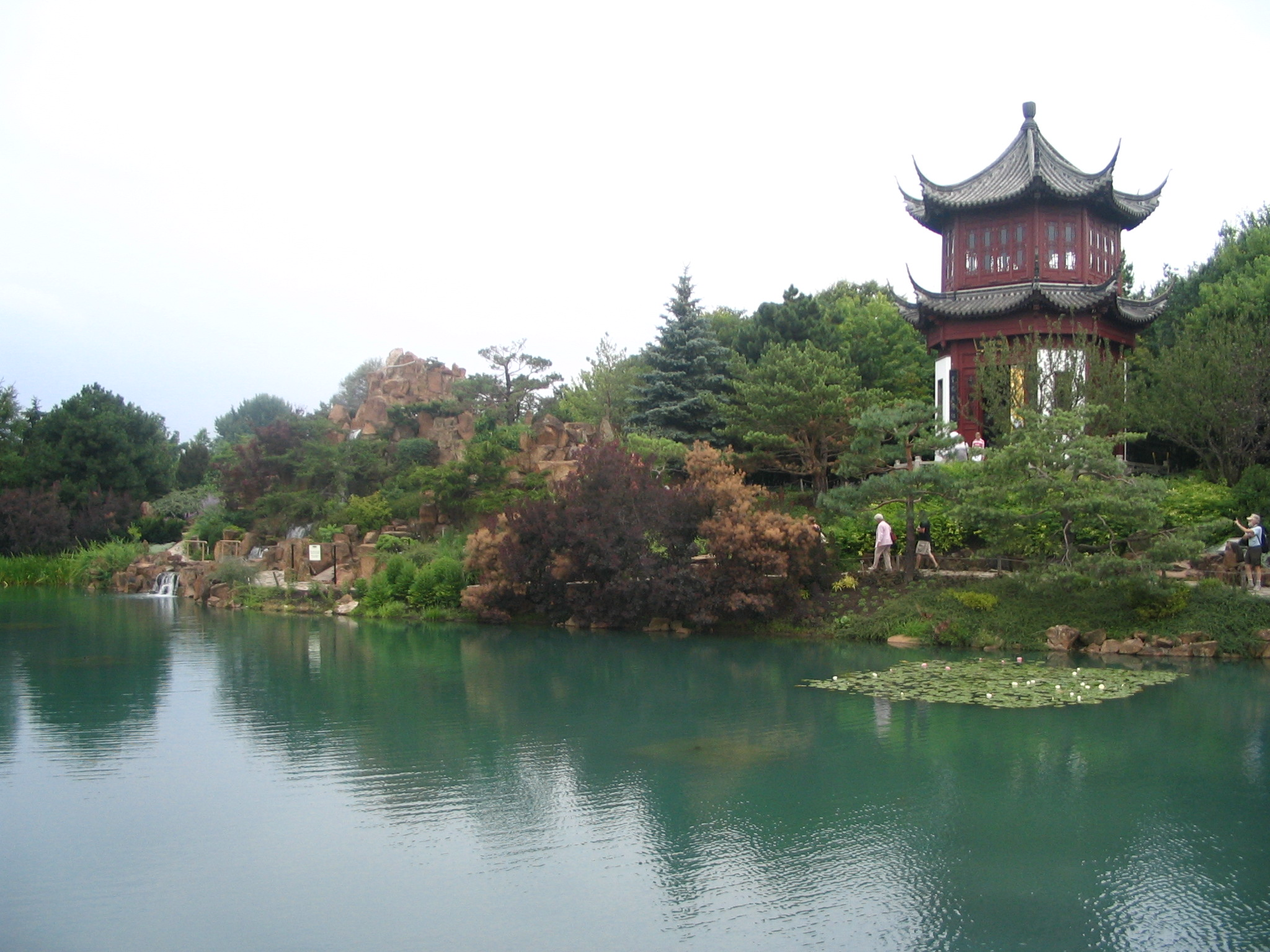
Будиночок в китайському саду
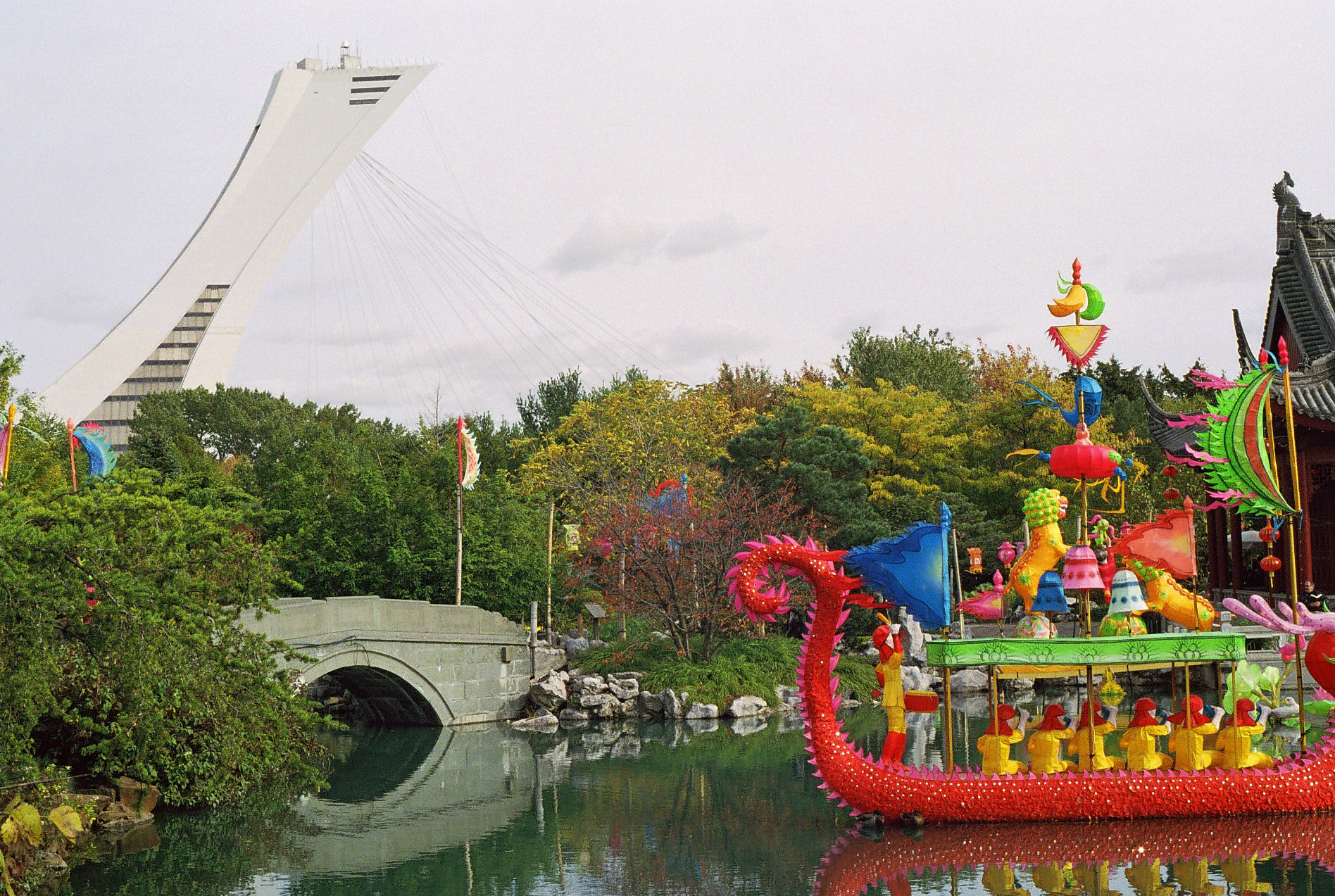
Китайський кораблик-ліхтарик на тлі Олімпійського стадіону
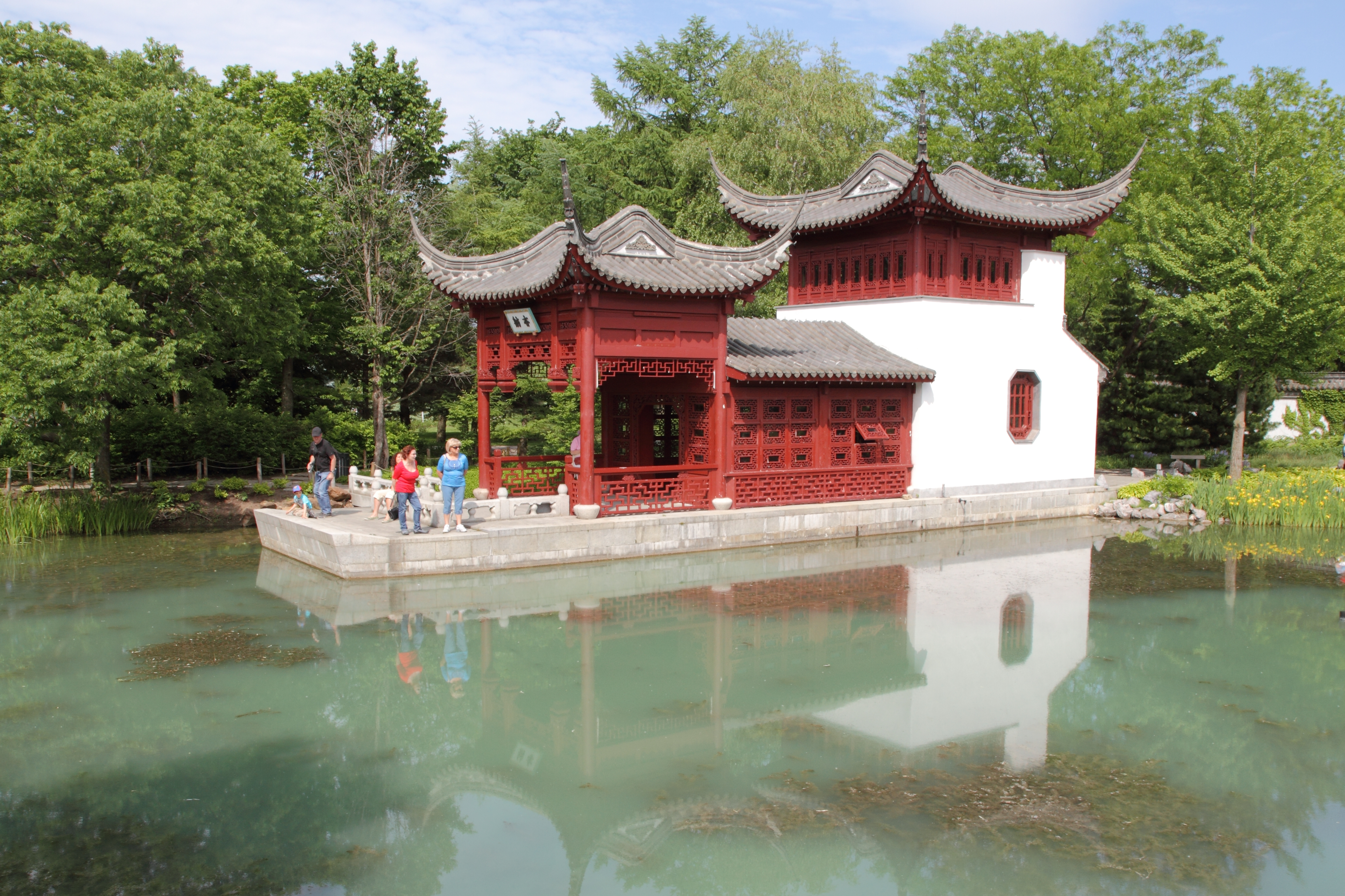
Кам'яний човен в китайському саду
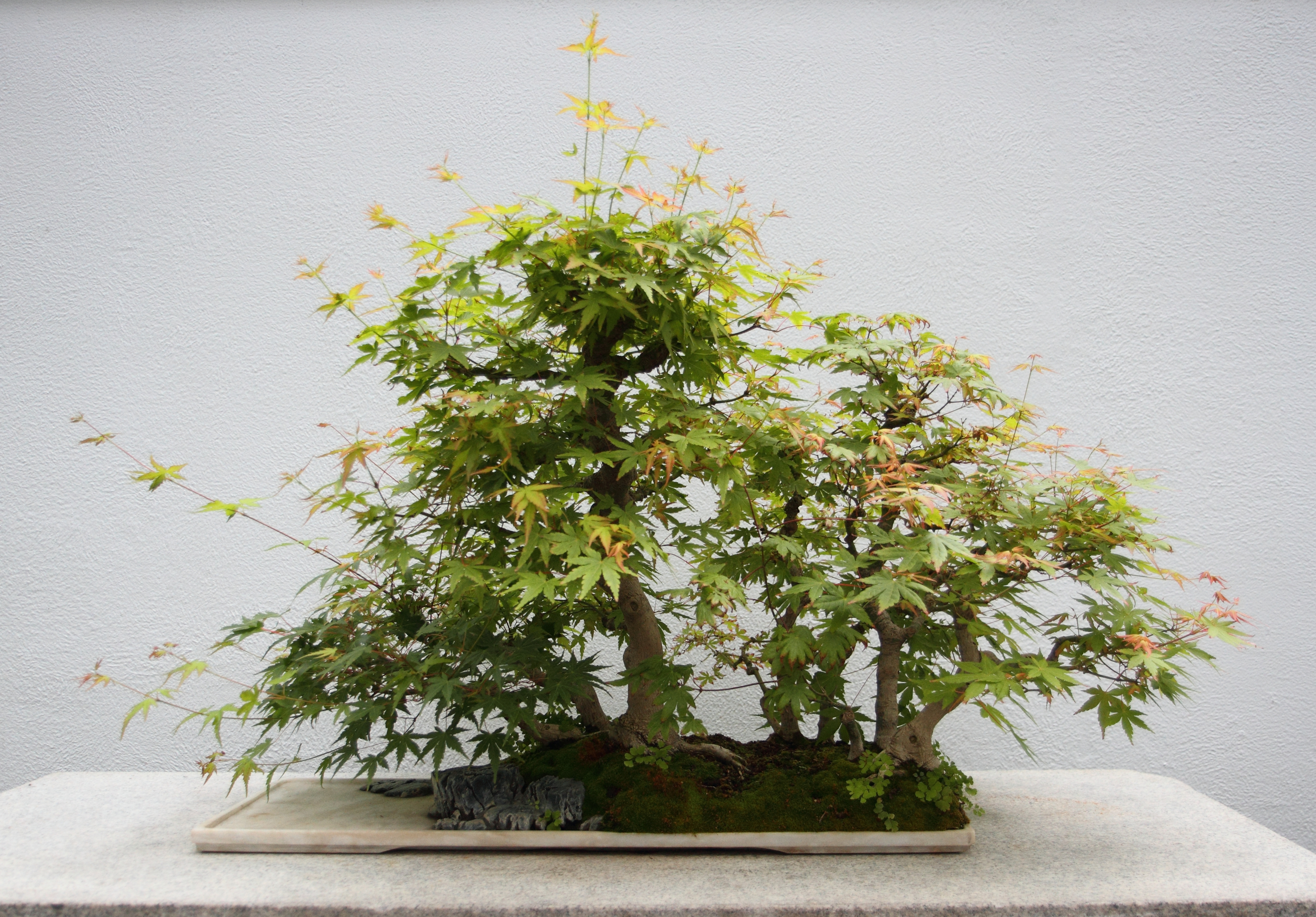
Бонсай (Acer palmatum). Подарунок китайського уряду
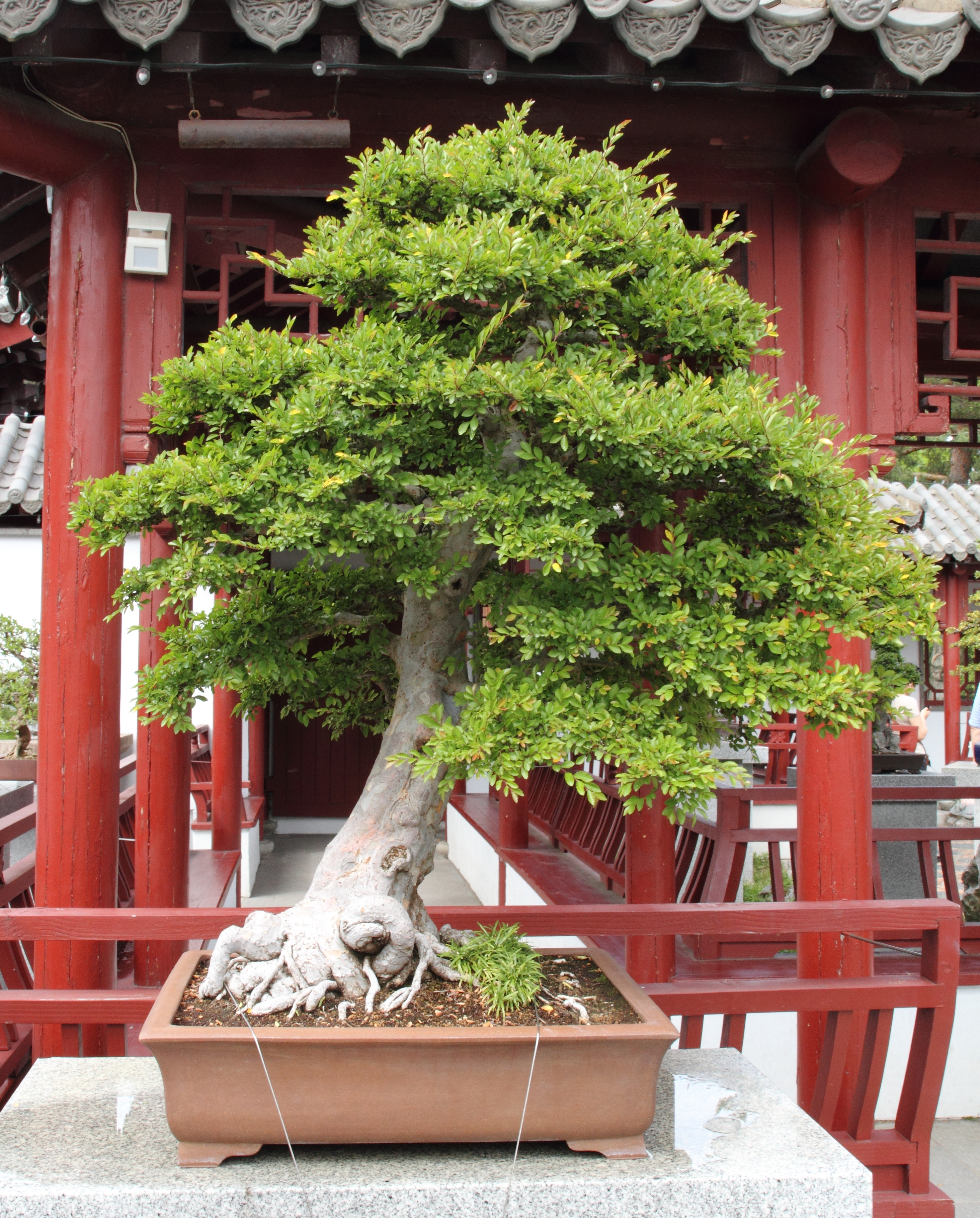
Бонсай (Ulmus parvifolia)
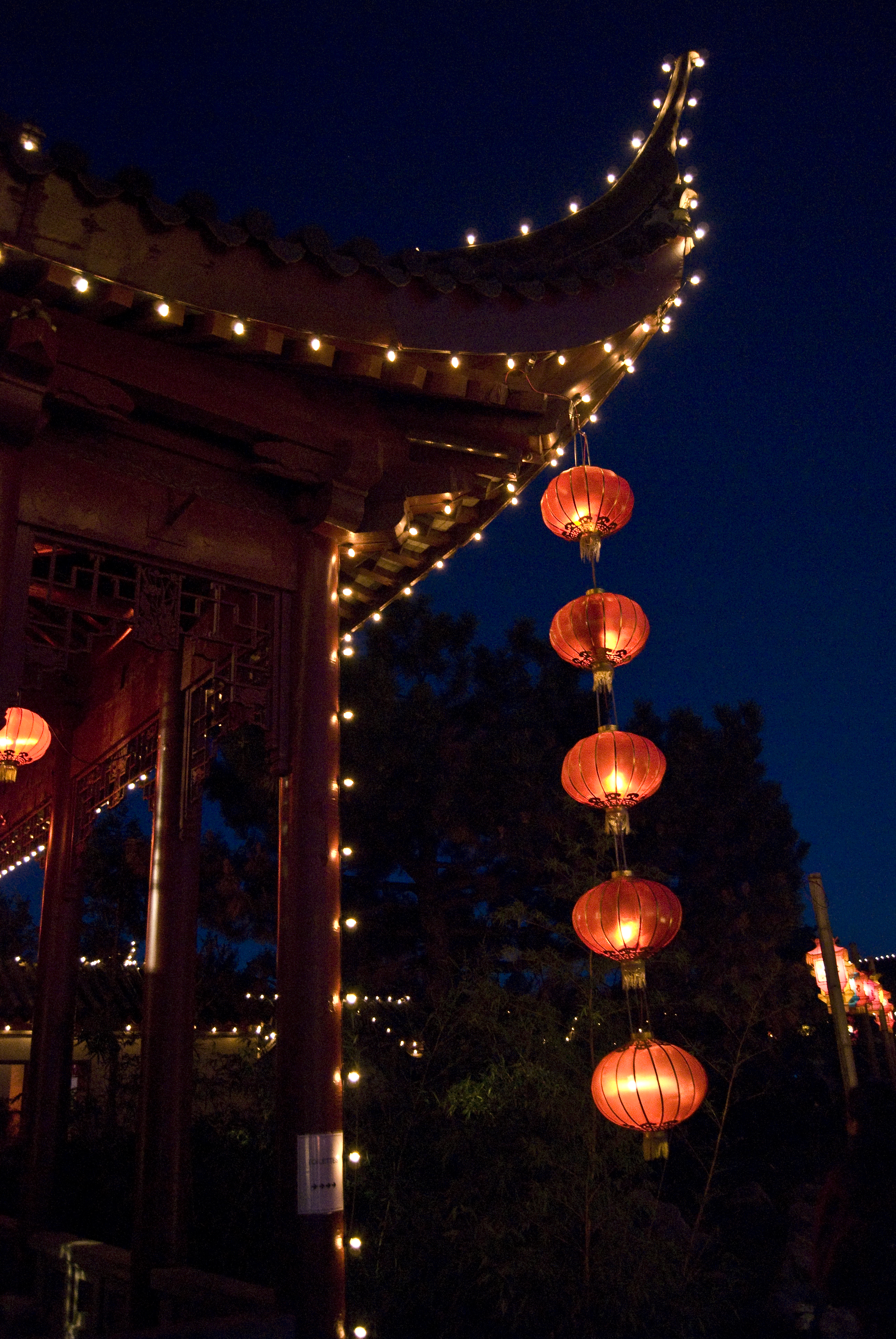
Ліхтарики в китайському саду
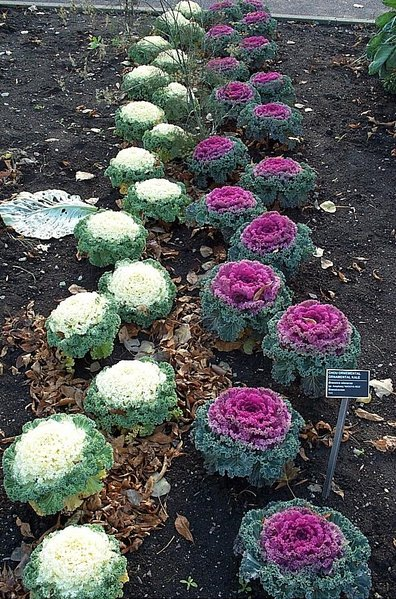
Рабатка із цвітної капусти